# Pierre Seron (homme politique)
Pour les articles homonymes, voir Pierre Seron et Seron.
 (décembre 2024).
La mise en forme du texte ne suit pas les recommandations de Wikipédia : il faut le « wikifier ».
Les points d'amélioration suivants sont les cas les plus fréquents :
- Les titres sont pré-formatés par le logiciel. Ils ne sont ni en capitales, ni en gras.
- Le texte ne doit pas être écrit en capitales (les noms de famille non plus), ni en gras, ni en italique, ni en « petit »…
- Le gras n'est utilisé que pour surligner le titre de l'article dans l'introduction, une seule fois.
- L'italique est rarement utilisé : mots en langue étrangère, titres d'œuvres, noms de bateaux, etc.
- Les citations ne sont pas en italique mais en corps de texte normal. Elles sont entourées par des guillemets français : « et ».
- Les listes à puces sont à éviter, des paragraphes rédigés étant largement préférés. Les tableaux sont à réserver à la présentation de données structurées (résultats, etc.).
- Les appels de note de bas de page (petits chiffres en exposant, introduits par l'outil «  Source ») sont à placer entre la fin de phrase et le point final[comme ça].
- Les liens internes (vers d'autres articles de Wikipédia) sont à choisir avec parcimonie. Créez des liens vers des articles approfondissant le sujet. Les termes génériques sans rapport avec le sujet sont à éviter, ainsi que les répétitions de liens vers un même terme.
- Les liens externes sont à placer uniquement dans une section « Liens externes », à la fin de l'article. Ces liens sont à choisir avec parcimonie suivant les règles définies. Si un lien sert de source à l'article, son insertion dans le texte est à faire par les notes de bas de page.
- La présentation des références doit suivre les conventions bibliographiques. Il est recommandé d'utiliser les modèles {{Ouvrage}}, {{Chapitre}}, {{Article}}, {{Lien web}} et/ou {{Bibliographie}}. Le mode d'édition visuel peut mettre en forme automatiquement les références.
- Insérer une infobox (cadre d'informations à droite) n'est pas obligatoire pour parachever la mise en page.

Pour une aide détaillée, merci de consulter Aide:Wikification.
Si vous pensez que ces points ont été résolus, vous pouvez retirer ce bandeau et améliorer la mise en forme d'un autre article.
Pierre Guillaume Seron est un homme politique belge de tendance libérale, né à Philippeville le 28 juin 1772, y décédé le 21 décembre 1840.

## Biographie

### Origines
Il était fils de Philippe Seron, fabricant de bas, et de Marie Ducros. 

### Période française
À dix-huit ans, il est greffier adjoint de la municipalité de sa ville natale et l'administration lui promet la place de greffier, à la veille de devenir vacante. La parole donnée n'ayant pas été tenue, il se plaint amèrement dans un mémoire adressé au directoire de Rocroi. Celui-ci faisant la sourde oreille, le jeune greffier adjoint veut que l'autorité supérieure prononce sur son cas ; il part pour Paris en juin 1792.
Le ministère de la Justice était alors occupé par Danton qui lui proposa de ne pas insister, et de rester dans la capitale comme secrétaire de correspondance au ministère de la Justice. Seron accepta. Plus tard ses adversaires affirmeront qu'il était « un des séides de la Montagne ». En 1794, il ne s'enrôla dans les armées de la République. Il fit la campagne de Hollande. Sous-officier du génie il fut congédié en 1796 « pour maladie contractée au service ».
Rentré dans le civil, il remplit successivement au directoire du département de Sambre-et-Meuse les fonctions de sous-chef, de chef de bureau et de commissaire au triage des lettres. Le député de Namur au Corps législatif, Tarte, écrivait le 9 ventôse an VIII (28 février 1800) au ministre de l'Intérieur, que Seron, quoique bien jeune encore, faisait preuve de connaissances très étendues dans les diverses parties de l'administration publique et principalement dans celles des contributions ; il vantait avant tout sa probité. Il remplit des fonctions diverses sous le Consulat et l'Empire, comme sous le royaume uni des Pays-Bas. Ayant été d'abord maire de Cerfontaine, percepteur des contributions pour le district de Senzeilles, receveur du bureau de bienfaisance de Philippeville et juge de paix suppléant du canton, il ne s'occupa activement de politique que lorsque ses concitoyens le firent entrer au conseil de Philippeville. Membre du collège échevinal, bientôt bourgmestre, il obtint le mandat de membre des États provinciaux de Namur. La Société générale pour l'encouragement de l'industrie et du commerce l'avait choisi pour la représenter dans la région de Philippeville. Il avait la verve caustique, « aimant, dit Deffernez, à parler le langage wallon aux traits crus, rabelaisiens parfois, toujours pittoresques, prodiguant les lardons aux vaniteux et aux hypocrites, aux cafards pour lesquels il eut toujours une répulsion profonde ». 

## Période belge
De 1830 à sa mort, il exerça deux mandats politiques plus importants que les précédents : celui de membre du Congrès national et celui de membre de la Chambre des représentants.
« Dans les premiers jours du Congrès, écrit un journal de 1831, lorsque les spectateurs avides interrogeaient d'un œil curieux les figures encore inconnues des représentants de la Belgique, on remarquait sur les bancs de la droite un homme aux formes athlétiques dont le costume était bien fait pour attirer l'attention. Cet homme était vêtu d'une large redingote bleue à collet bas et tombant ; un immense gilet rouge à double rang de boutons enveloppait son torse dans toute sa longueur. Il avait une culotte de couleur feuille morte, et des bottes de cuir épais se plissant autour de la jambe. Un énorme chapeau à cornes, orné de la cocarde nationale, complétait son bizarre accoutrement... Échantillon vivant des modes de 1794, le porteur de ce costume suranné était l'un des hommes les plus distingués de la Belgique et il devait bientôt briller au premier rang des députés au Congrès par sa mâle franchise, son bon sens parfait, sa raison supérieure, ses discours spirituels à fond de vérité. »
C'est le 19 novembre 1830 qu'il prononça son premier discours au Congrès, lors de la discussion de la proposition relative à la forme du gouvernement. Partisan du régime républicain, il présenta ses idées, avec le talent dit un journaliste du temps « d'employer toujours le mot vrai et de le placer de telle façon que, quelle que soit sa crudité, il ne choque jamais le goût, et puis cet air bonhomme sans y tâcher, un laisser-aller satirique. » Une longue agitation succéda à ce discours. Il revint à la charge le 22, sans espoir d'ailleurs de convaincre l'assemblée : on sait que treize membres seulement votèrent la république. Voltairien, Seron acquit la réputation d'ennemi de la religion catholique en s'attaquant aux couvents, en critiquant les petits-frères, les jésuites et ceux qui approuvaient leur mode d'éducation. Il prononça des discours sur la liberté des cultes (les Belges et leurs droits : 14 et 21 décembre 1830), sur les pouvoirs (3 et 14 janvier 1831), sur le Sénat (14 décembre 1830), sur la loi électorale (3 mars 1831), sur le budget des voies et moyens (25 juin 1831) où il défendit vigoureusement la cause du peuple. Il est à noter que s'il proposa le choix d'un prince français pour roi des Belges ; il protesta énergiquement contre l'accusation de vouloir la réunion des provinces belges à la France (30 janvier 1831).
Seron fut élu sans aucune difficulté sérieuse lors de la première session législative (30 septembre 1831 au 18 juillet 1832). Il fut réélu en 1832 (session extraordinaire), en 1835 et en 1839.
Son premier soin, en entrant à la Chambre des représentants (décembre 1831), fut de déposer un projet de loi en vue de l'organisation de l'enseignement primaire. Ce projet, qu'avait signé avec lui de Robaulx, député de Thuin, appuyé notamment par Henri de Brouckère, qui le dit « justifié et urgent en présence du dépérissement de l’instruction primaire et de l'inertie des pouvoirs publics ». À partir du 1er juillet 1832, l’enseignement aurait été gratuit dans tout le royaume. Des pétitions contre ce projet furent envoyées à la Chambre. La prise en considération fut repoussée par 53 voix contre 24. Seron avait adressé aux catholiques, qui revendiquaient le monopole de l'enseignement, des critiques fort vives (20 janvier 1832), en même temps qu’il relevait les reproches dont Joseph II avait été abreuvé.
Nous citerons, parmi les objets dont s’occupa plus particulièrement Seron au Parlement, la loi sur les mines (20 juin 1832, 25 avril 1836, 11 avril 1837) ; l’établissement, dans la province de Namur, d'un second tribunal de première instance, qu'il demanda de placer à Philippeville plutôt qu'à Dinant (5 juillet 1832) ; les visites domiciliaires (12 octobre 1831) ; l'obligation de la patente pour les avocats (24 février 1833) ; la loi sur le sel (21 mars 1838) ; le projet de loi sur les étrangers, les expulsions et les naturalisations (26 août et 2 septembre 1835) ; la réduction des dépenses, sauf pour l'instruction publique, qu'il voulait voir donner aux frais de l'État (11 septembre 1838). C'est dans cette séance du 11 septembre et dans celle du 20, qu'il exposa sa haine de « l’obscurantisme, avec des principes de tolérance religieuse très larges ».
Il prit une grande part à la discussion de la loi communale en 1834, 1835 et 1836. Les 9, 10, 12 et 20 mars 1835, il parla du cens d'éligibilité, de l'élection des bourgmestres et échevins, de la publicité des séances. Le 18 février 1835, il s'impliqua dans la question des bois communaux et la péréquation cadastrale ; le 5 mars 1836, dans celle de la police des spectacles. Il parla le 25 avril 1836 de la propriété du fonds et la propriété du tréfonds (dans le domaine des mines) ; et les 13 et 24 avril 1837 des distilleries et des tarifs des douanes.
Il proposa des réductions dans l'armée belge et dans son armement. Dans son discours sur l'école militaire il recommanda d'enseigner tout d'abord aux futurs officiers la Constitution et la loi civile et de veiller à en faire de bons citoyens. Il ajouta : « Je la voterai, à condition que l'enseignement y sera toujours à la hauteur des connaissances acquises. »  (20 novembre 1837).
Seron fut hostile aux deux traités des XVIII et XXIV articles. Il ne cessa de demander des réductions dans les traitements des hauts fonctionnaires. Chaque année, il étudiait le budget des voies et moyens (cf. Annales parlementaires de 1831 à 1839), en vue d'augmenter d'autant le budget de l'instruction publique. Dans la discussion du budget pour l'exercice de 1839, après avoir demandé que l'on veille à diminuer les dépenses de l'église catholique « qui coûte au delà de neuf millions », il met en parallèle les dépenses de l'enseignement supérieur et celles de l'enseignement primaire.. « plus de 900 000 francs pour les établissements supérieurs, 275 000 francs pour l'instruction primaire ! », s'écrie-t-il, et il continue « Pour l'instruction du peuple - qui a fait la révolution, du peuple qui supporte presque toutes les charges publiques, du peuple qui compose  exclusivement vos armées ! » (cf. voies et moyens, séance du 18 décembre 1838).

### Mort
À l'annonce de sa mort, c'est sur la proposition de Barthélemy Dumortier, que, dans la séance du 23 décembre 1840, la Chambre décida qu'elle se ferait représenter par une députation aux funérailles, qui eurent lieu à Philippeville.
Duvivier, ministre d'État, chargé comme doyen d'âge de porter la parole au nom de cette délégation, a dit de Seron : « Vous savez tous, Messieurs, avec quelle énergie il s'acquittait de la tâche qu'il s'était imposée et la manière dont il la remplissait attestait la variété, la solidité et l'étendue de ses connaissances ; sa voix était éloquente, ses principes fermes, ses convictions profondes et inébranlables. Peu soucieux d'ailleurs de certains usages reçus, sa singularité même à cet égard, était encore une preuve de l’indépendance de son caractère... »